# Deuxième Scherzo pour piano
Le Deuxième Scherzo pour piano, op. 14, est une œuvre pour piano de la compositrice allemande Clara Schumann, composée en 1841.

## Contexte et création
Clara Schumann compose son Deuxième scherzo en 1841 afin qu'il soit joué en public. Comme son Premier Scherzo pour piano, l'écriture en est virtuose. Cette pièce lui permettait ainsi de briller en concert sans tomber dans le cliché des variations sur un thème comme souvent à l'époque.